# Nicola Adams
Nicola Adams (Leeds, 26 ottobre 1982) è un'ex pugile britannica.

## Carriera
Nicola Adams ha disputato il suo primo incontro a 13 anni. Nel 2001, è diventata la prima donna pugile a rappresentare l'Inghilterra, in un incontro contro un pugile irlandese . Nel 2003, diventa campione d'Inghilterra (tra i dilettanti) per la prima volta. Successivamente conferma il titolo nei successivi 3 campionati. 
Nel 2007, la Adams è stata la prima donna inglese a vincere una medaglia in un torneo importante, vincendo l'argento nella categoria dei pesi gallo (54 kg) ai Campionati Europei in Danimarca. Ha vinto poi nuovamente l'argento ai campionati del mondo a Ningbo, in Cina nel 2008. L'anno seguente ha dovuto fermarsi per diversi mesi a causa di un infortunio alla schiena, ma è tornata al successo nel 2010 ai campionati del mondo a Bridgetown, Barbados riprendendo l'argento, questa volta nella categoria dei pesi mosca (51 kg). 
Nel novembre 2010, Adams ha vinto il primo Campionato britannico mai organizzato, tenutosi presso la Echo Arena di Liverpool. Nel 2011, ha vinto l'oro ai campionati dell'Unione Europea di Katowice. 
Alle Olimpiadi estive del 2012, nella categoria dei pesi mosca, la Adams ha sconfitto l'indiana Mary Kom in semifinale. Ha poi sconfitto in finale la cinese Ren Cancan, prima nel ranking mondiale, vincendo la prima medaglia d'oro olimpica della storia nel pugilato femminile. Essendo apertamente bisessuale, è anche la prima pugile LGBT a diventare campionessa olimpica.
Nel 2014 vince i Giochi del Commonwealth di Glasgow, battendo in finale la nordirlandese Michaela Walsh.
Nel 2016 si conferma campionessa olimpica ai Giochi di Rio de Janeiro 2016.